# Setoppia tuberosa
Setoppia tuberosa är en kvalsterart som först beskrevs av Sandór Mahunka 1984.  Setoppia tuberosa ingår i släktet Setoppia och familjen Oppiidae. Inga underarter finns listade i Catalogue of Life.